# 23324 Kwak
23324 Kwak este un asteroid din centura principală de asteroizi.

## Descriere
23324 Kwak este un asteroid din centura principală de asteroizi. A fost descoperit pe 20 ianuarie 2001 la Socorro, New Mexico, în cadrul proiectului LINEAR. Asteroidul prezintă o orbită caracterizată de o semiaxă mare de 2,59 ua, o excentricitate de 0,19 și o înclinație de 3,6° în raport cu ecliptica.